# Rohrbach Ro V
Dimensions
Le Rohrbach Ro V ou Rohrbach Rocco est un hydravion de ligne à coque, bimoteur. Il effectuait des vols depuis Travemünde (Allemagne) jusqu'en mer Baltique.